# Pobrežje, Črnomelj
Pobrežje (Pobrežje pri Adlešičih) je naselje ob Kolpi v Sloveniji. Po Valvasorju naj bi ime Pobrežje pomenilo 'raj pod brezami'. General Vojne krajine, baron Ivan Lenkovič, je leta 1555 dal v Podbrežju zgraditi utrdbo Svobodni stolp (Freienthurn), ker so na brodišču reke Kolpe Turki pogosto vpadali v deželo.
Pomembnejša bližnja naselja so: Purga (1 km), Adlešiči (1,5 km) in Črnomelj (12 km), na drugem bregu Kolpe je naselje Mrzljaki.
- Grad Pobrežje
- Mlin Kuzma ob Kolpi
- Jez ob mlinu
- Stara hišna tabla